# Moldaviska republikens kommunistiska parti
Republiken Moldaviens kommunistiska parti (moldaviska: Partidul Comuniștilor din Republica Moldova, PCRM, ryska: Па́ртия коммуни́стов Респу́блики Молдо́ва, Partija kommunistov Respubliki Moldova), är ett marxist-leninistiskt politiskt parti i Moldavien, lett av forna presidenten Vladimir Voronin.
Partiet har cirka 20 000 medlemmar och hammaren och skäran i sin logotyp.